# Kutschurhan (Rosdilna, Lymanske)
Kutschurhan (ukrainisch Кучурган; russisch Кучурган Kutschurgan, früher deutsch Straßburg) ist ein Dorf im Süden der Ukraine mit etwa 3700 Einwohnern (2019).

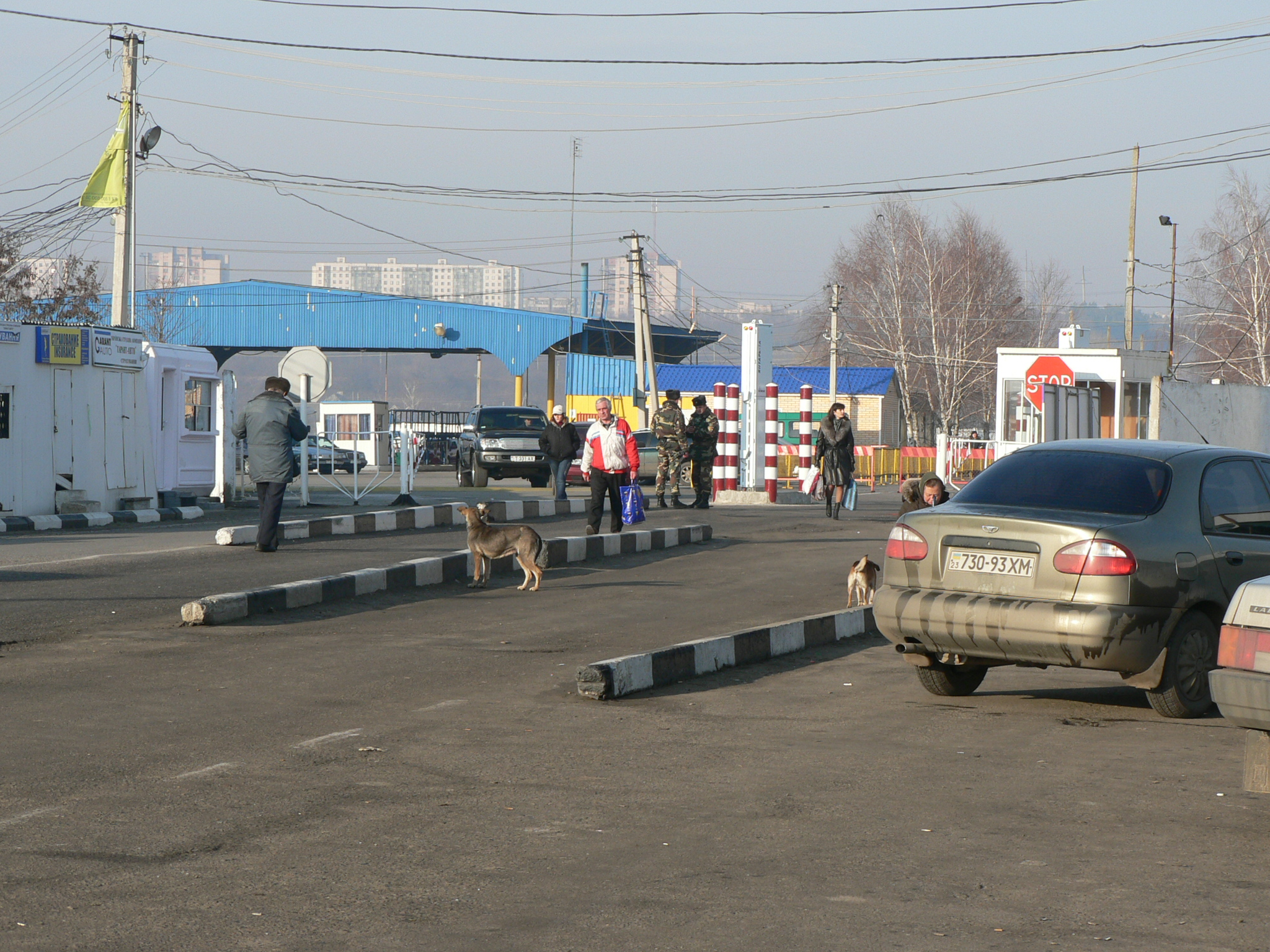
Blick auf den Grenzübergang Kutschurhan, im Hintergrund die Hochhäuser der transnistrischen Stadt Pervomaisc

Das Dorf liegt etwa 60 Kilometer nordwestlich von Odessa nahe der Grenze zur Republik Moldau. Westlich der Ortschaft verläuft der gleichnamige Fluss Kutschurhan, welcher südlich des Ortes zum Kutschurhan-Stausee angestaut wird. Ein wichtiger Grenzübergang zur Republik Moldau führt im Zuge der M 16 über eine Brücke weiter nach Transnistrien.
Der Ort entstand 1808 unter dem Namen Straßburg als Ansiedlung der Schwarzmeerdeutschen im Kolonistenbezirk Kutschurgan. Die s.g. "Gründerväter" waren Johannes Thomas Schwahn, Michael Schmidt, Philipp Jakob Reiss, Sebastian Keller und Franz Wingerter. Sie kamen dort am 9. Juni 1808 an. 1865 bekam der Ort einen Eisenbahnanschluss durch den Bau des nördlich gelegenen Bahnhofs an der heutigen Bahnstrecke Rosdilna–Iași.
Nach der Vertreibung und Verschleppung der deutschen Bevölkerung im Ort im Jahre 1944 wurde der deutsch klingende ukrainische Name des Ortes Strasburh (Страсбург) am 1. Februar 1945 getilgt und nach dem nahegelegenen Fluss benannt.
Am 12. Juni 2020 wurde das Dorf ein Teil der Siedlungsgemeinde Lymanske; bis dahin bildete es die Landratsgemeinde Kutschurhan (Кучурганська сільська рада/Kutschurhanska silska rada) im Südwesten des Rajons Rosdilna.

## Söhne und Töchter des Ortes
- Alexander Frison (1875–1937), katholischer Bischof
- Johannes Schneider (1879–1944), russlanddeutscher römisch-katholischer Geistlicher und Märtyrer